# 大黒屋 (いわき市)
大黒屋（だいこくや）は、福島県いわき市に2001年5月まで存在した日本の百貨店。
小樽市にあった同業者の大国屋や、福岡市を本社として展開するチケット・金券類の売買を行っている大黒屋とは無関係である。

## 概要

### 倒産に至る経緯
福島県浜通りを代表する百貨店として、白亜の建物にセルリアンブルーの看板はいわき市平地区における商業の「顔」であった。創業以来、老舗百貨店として営業してきたが、郊外化、多店化の影響を受けて大幅に売上げを減少させた。1990年に10億円かけてリニューアルするものの、郊外の大型量販店出店による競争激化から売り上げを減らしていたことが原因であるが、その他にも商品の単価引き下げ、売り上げ減少による問屋との取引条件の変更（手形から小切手または現金）、取引金融機関による融資の引き締めが重なり、創業100年目にあたる2001年に自己破産を申請して倒産した。負債は、債権者約500名に対し約87億円だった。

### 倒産とその影響
倒産に至る兆候はあったものの、2001年5月21日の閉店当日まで従業員には何も知らされていなかった。5月20日の前日になって、退勤後の夜に従業員の自宅へ「翌日は8時30分に出勤（通常は9時45分出勤）するよう」電話で呼び出されただけで、自己破産の説明は21日に初めて行われた。このため、5月21日は開店時間になってもシャッターが開くことはなく、従業員が「おわび」の告知を掲示するだけだった。これによって大黒屋は倒産、従業員は全員解雇となった。
その他、積立金制度を行っていた「大黒屋しゃくなげ友の会」は、本社倒産の翌年2002年1月14日に、福島地裁いわき支部から破産宣告を受けている。破産総額は8億6000万円だった。
大黒屋社長は、いわき商工会議所会頭も勤めるなど、地域の有力者でもある存在だったが、閉店を機に会頭を辞職しており、同時に様々な兼職（いわき経済同友会代表幹事、ふくしま・ふるさと産業おこしセンター運営委員、いわき市教育懇談会委員、いわき交響楽団を育てる会会長、いわき市イメージアップ懇談会座長、いわき市PTA連絡協議会会長、磐城女子高後援会「櫻麗会」会長）を辞任している。

### 倒産後の社員
労働組合には、閉店前日の5月20日に倒産することが会社から告げられた。閉店当日の21日に組合員に大黒屋が倒産することを周知すると泣き崩れる社員もいたという。組合では20日に急遽、執行委員会を開いた。そのなかで、立て篭もって争うより倒産した事実を認めたうえで、労働債権（退職金）と再就職の確保を全力で取り組むことを決定した。その後、2002年2月には労働債権が全額下りている。再就職あっせんも順調に進んだが、50歳以上の社員はなかなか決まらないという厳しさもあった。労組委員長は地域の講演会で講演し、倒産後の労働債権確保や再就職支援活動から「人とのつながり、それに勝る財産はない」と感想を語り、「大好きでした、大黒屋さん」と結んでいる。対して労組書記長は同じ講演会で、倒産とその後の活動は「決してしなくてもいい経験でもあった」という感想を残している。

### 跡地と現在
閉店後の2001年12月、大黒屋の破産財団は所有している建物と土地を放棄し、建物と土地は競売にかけられた。社屋は冠婚葬祭会社「アルファクラブ」が落札し、2003年11月から解体が始まり2004年3月に撤去完了して更地となった。跡地は「地元の活性化につながる利用をお願いしたい」といわき商工会議所会頭などの申し入れもあり、葬祭場では周囲の反対も考えられることから結婚式場を建設することとなった。2005年8月にオープンした結婚式場「エクセランガーデン ベル・マシェリ」（2009年9月に「アーバンウェディング ピュアベルヴィいわき」へ改名しリニューアルオープン）を経て、2016年3月より現在まで葬祭場「さがみ典礼 いわき迎賓館」となっている。
なお、宝くじ売り場については閉店後はいわきワシントンホテル椿山荘1階へ場所を移動し、「平一丁目宝くじセンター」として現在も営業中である。

## 館内
地下1階、地上6階、塔屋2階で館内にエスカレーター、エレベーター、冷暖房空調設備があった。

### 連絡通路
中町歩道橋に屋根付きの連絡通路があり館内3階への出入りが可能であった。
国道6号沿いの平中町バス停のすぐ近くであったことからバスで来店した客の多くがこの出入り口を利用していた。
閉店後は建物の取り壊しと共に館内へ繋がる連絡通路も撤去され、現在は歩道橋の手すりが連絡通路のあった場所で途切れていることと歩道橋上に設置されている街灯が連絡通路の分だけずれていることでその面影を見ることができる。

### 宝くじ売り場
大黒屋1階の宝くじ売り場は「大黒様の宝くじ」として、売り上げ枚数あたりの高額当選確率が高い売り場として知られ、観光バスツアーも組まれるほど人気があった。

### 屋上遊園地
屋外ステージがあり、仮面ライダーショーやウルトラマンショーなどの催し物が行われていた。

## 歴史
- 1901年（明治34年）10月 - 開店。
- 1947年（昭和22年）8月26日 - 会社設立[1]。
- 1970年（昭和45年）2月22日 - 平中町に大黒屋総合ショッピングデパートを開設[2]。
- 1990年（平成2年） - リニューアル。
- 2001年（平成13年）
  - 5月21日 - 福島地裁いわき支部に自己破産を申請し、同日破産宣告を受けて閉店[3]。
  - 6月19日・20日 - マルトの協力により、閉店売りつくしセールを開催。